# Premi i Guardó Marta Mata

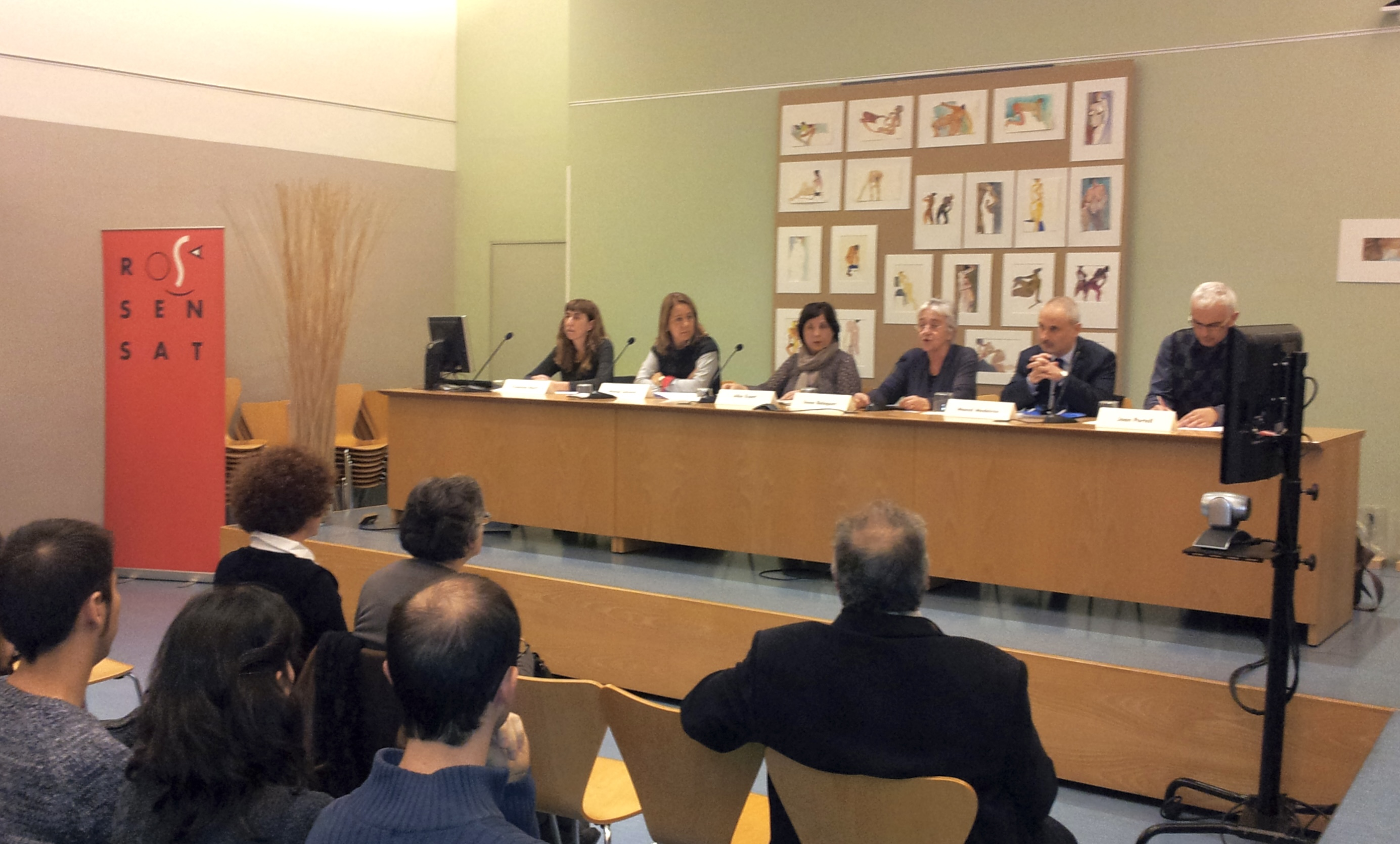
Acte de lliurament del Premis i guardons Marta Mata 2013

El Premi i el Guardó Marta Mata són uns premis de pedagogia que atorga l'Associació de Mestres Rosa Sensat per reconèixer el treball de mestres i equips de mestres que fan un treball innovador, coherent i que pot contribuir a ser una font d'inspiració i de reflexió per a altres mestres. Els premis s'organitzen amb la col·laboració de la Fundació Artur Martorell, el Departament d'Ensenyament de la Generalitat de Catalunya, la Diputació de Barcelona i l'Institut d'Educació de l'Ajuntament de Barcelona. El premi, reconeix persones que des del seu àmbit i la seva professió hagin fet alguna aportació per millorar l'educació.
L'any 1981 es va crear el Premi Rosa Sensat de Pedagogia a treballs realitzats per mestres, professors i altres educadors, per promoure, reconèixer i donar a conèixer el treball renovador de mestres, professors i altres educadors que, en equip o individualment i a partir de l'anàlisi i la reflexió sobre la pràctica, contribueixin a la millora de l'educació. A partir de l'any 2002, s'atorga també el Guardó Marta Marta a una persona i una institució que durant l'any s'han significat en el camp de l'educació. Des de la convocatòria de 2007, el Premi Rosa Sensat de Pedagogia i el Guardó porten el nom de «Marta Mata».

## Llista de premiats

### Premi de Pedagogia Marta Mata[5]
| Nº      | Any  | Obra | Autor/a |  |
| I       | 1981 | Proposta de programació de llengua catalana de 5è a 8è d'EGB                                                                      | Teresa Mañà i Teresa Ribas |  |
| II      | 1982 | Projecte reeducatiu per al menor inadaptat                                                                                        | E. Aguilera, R. Anglès, R. Crespo, A. Larrañaga, E. Molinero, M. J. Peña, J. M. Pijuan, R. M. Vinuesa i J.Ysàs                                                                  |  |
| III     | 1983 | Es declara desert | |  |
| IV      | 1984 | Les eleccions al Parlament de Catalunya. Una experiència interdisciplinar a BUP                                                   | J. Armengual, J. Jorba, J. Jornet i R. Reynal |  |
| V       | 1985 | Es declara desert | |  |
| VI      | 1986 | Feu servir l'ordinador! | Ramon Cemeli i Lluís Bonjorn |  |
| VII     | 1987 | De la novel·la al teatre | Rosa M. Ramírez |  |
| VIII    | 1988 | Es declara desert | |  |
| IX      | 1989 | Ètica i escola. El tractament pedagògic de la diferència                                                                          | M. R. Buxarrais, I. Carrillo, M. del M. Galceran, S. López, M. J. Martín, M. Martínez, M. Payà, J. M. Puig, J. Trilla i J. Vilar                                                |  |
| X       | 1990 | Ensenyar a llegir, ensenyar a comprendre                                                                                          | Anna Camps i Teresa Colomer |  |
| XI      | 1991 | Es declara desert | |  |
| XII     | 1992 | Amb veu de mestre | Jaume Cela i Ollé i Juli Palou i Sangrà |  |
| XIII    | 1993 | Formar-se per informar-se. Propostes per a la integració de la biblioteca a l'escola                                              | Mònica Baró i Teresa Mañà |  |
| XIV     | 1994 | El llenguatge del cos i la dansa en l'educació infantil                                                                           | Àngels Hugas |  |
|         |      | El asociacionismo juvenil como alternativa de cambio social "Nueva Juventud de Trille", una experiencia de desarrollo comunitario | Cándido Gutiérrez |  |
| XV      | 1995 | Aprendre a planificar, redactar i revisar textos a partir del joc com a estratègia motivadora                                     | Maria Pilar Cor |  |
| XVI     | 1996 | Una escola per a tots. La socialització de l'alumnat amb necessitats educatives especials                                         | Montserrat Company |  |
| XVII    | 1997 | Instantànies. Projectes per atendre la diversitat escolar                                                                         | Carles Monereo, Montserrat Castelló, Mireia Bassols i Ester Miquel |  |
| XVIII   | 1998 | Feina d'educar. Relats sobre el dia a dia d'una escola                                                                            | Josep M. Puig |  |
| XIX     | 1999 | Pedagogia del grup i del projecte. Una aproximació a l'obra de Joaquim Franch                                                     | Jaume Trilla |  |
| XX      | 2000 | Processos d'aprenentatge i formació docent en condicions d'extrema diversitat                                                     | Equip docent de l'Escola Rel |  |
| XXI     | 2001 | L'escola Ton i Guida: quan la pedagogia activa va anar al suburbi                                                                 | Roser Solà |  |
| XXII    | 2002 | Aprendre ciències tot aprenent a escriure ciència                                                                                 | Neus Sanmartí i Puig (coordinadora) i altres |  |
| XXIII   | 2003 | Una educación aberta á socieda de Areanegra                                                                                       | Coordinadora de Ensino Areanegra |  |
| XXIV    | 2004 | La biblioteca, el cor de l'escola                                                                                                 | Jaume Centelles |  |
|         |      | Ensenyar a parlar i a escriure ciències socials                                                                                   | Montserrat Casas (coordinadora) i altres |  |
| XXV     | 2005 | Tot per amor? Una experiència educativa contra la violència a la dona                                                             | Rosa Sanchis |  |
| XXVI    | 2006 | Un món per llegir. Educació, adolescents i literatura                                                                             | Guadalupe Jover |  |
| XXVII   | 2007 | Es declara desert | |  |
| XXVIII  | 2008 | Ha de ploure cap amunt. Reflexions d'un mestre de plàstica                                                                        | Lluís Vallvé |  |
| XXIX    | 2009 | Altres formes de fer ciència. Models didàctics alternatius a l'aula de ciències naturals a l'ESO                                  | Ramon Grau |  |
| XXX     | 2010 | La conversa de matemàtiques | Teresa Serra i Santasusana |  |
| XXXI    | 2011 | Es declara desert | |  |
| XXXII   | 2012 | Manual contra l'analfabetisme mediàtic                                                                                            | Ramon Breu |  |
| XXXIII  | 2013 | Fer recerca a Secundària: un repte per l'alumnat i pel professorat                                                                | Maria del Pilar Menoyo |  |
| XXXIV   | 2014 | Es declara desert | |  |
| XXXV    | 2015 | Programa "Què ens fa humans?" | Grup de Recerca i Investigació en el Currículum de Ciències Socials (GRICCSO) de la UAB                                                                                         |  |
| XXXVI   | 2016 | Los hilos de infantil | Mª de los Ángeles Abelleira i Mª Isabel Abelleira |  |
| XXXVII  | 2017 | Educar-se és de valents. Aprenentatge servei amb adolescents en risc d'esclusió social                                            | Juanfra Carrasco, Mar Espigol, Begoña Leyva, Maria López Dóriga, Iván Manzano, Xus Martín (coord.) Sílvia Martínez, Marcelo Montori i Dolça Valero, integrants del grup GREM UB |  |
| XXXVIII | 2018 | Indagació, ABP i controvèrsies. Apunts per a la Competència Científica                                                            | Jordi Domènech Casal |  |

### Guardó Marta Mata[23]
| Any  | Guardonats |
| 2002 | Francesc Vila i Rufas, Cesc |
|      | Equip de Nous Formats de Televisió de Catalunya |
| 2003 | Joan Barril i Cuixart, com a director de l'espai La Pissarra del programa La República de COM Ràdio                                                                                            |
|      | L'equip "Cromosoma", responsable de la sèrie d'animació "Comença l'aventura" |
| 2004 | Jordi Cots i Moner, primer adjunt al Síndic de Greuges de Catalunya per als infants |
|      | L'equip del Servei Educatiu de L'Auditori de Barcelona |
| 2005 | "El vostre fill", pel que ha significat d'orientació, seguretat i competències a moltes generacions de mares, pares i mestres                                                                  |
|      | L'exposició Personatges a la vista. Llibres que fan lectors, que ha organitzat la Generalitat de Catalunya, al Palau Robert de Barcelona, amb motiu de l'Any del Llibre i la Lectura.          |
| 2006 | Vicenç Navarro i López, catedràtic d'Economia i de Ciències Polítiques |
|      | Titelles Marduix: |
| 2007 | Maria Dolors Bonal i Falgàs |
|      | Federació Catalana d'Escoltisme i Guiatge |
| 2008 | Ramon Plandiura i Vilacís |
|      | Circ Cric i Pallassos Sense Fronteres |
| 2009 | Mercè Escardó i Bas, directora de la Biblioteca Infantil i Juvenil Can Butjosa de Parets del Vallès                                                                                            |
|      | MBM Arquitectes: Oriol Bohigas i Guardiola, Josep Martorell i Codina, David Mackay, Oriol Capdevila i Francesc Gual.                                                                           |
| 2010 | Soledat Sans i Serafini, pintora, fundadora i responsable del Taller de plàstica Municipal Carrau Blau de Sant Just Desvern.                                                                   |
|      | Museu del Cinema de Girona - Col·lecció Tomàs Mallol |
| 2011 | Revista Cavall Fort |
|      | Pere Corberó i Comas, empresari, per la seva constant defensa de l'escola pública. Corberó ha estat fundador i president de la Fundació Propedagògic i expatró de la Fundació Artur Martorell. |
| 2012 | Agustí Corominas i Casals, pedagog i cineasta. |
|      | Associació d'Exalumnes i Amics del Patronat Escolar de l'Ajuntament de Barcelona |
| 2013 | Eulàlia Valeri (Barcelona 1936), traductora, adaptadora de contes, mestra i bibliotecària. |
|      | Moviment de la Comunitat Educativa de les Illes Balears |
| 2014 | Francesco Tonucci, pedagog. |
|      | Centre de música i escena del Raval Xamfrà |
| 2015 | Carles Capdevila i Plandiura |
|      | Projecte Cantània de l'Auditori de Barcelona. |
| 2016 | Joaquim Carbó i Masllorens, escriptor. |
|      | Diari de l'Educació. |
| 2017 | Mariano Dolci |
|      | InfoK, Programa informatiu adreçat als infants. |